# Arnolt Schlick

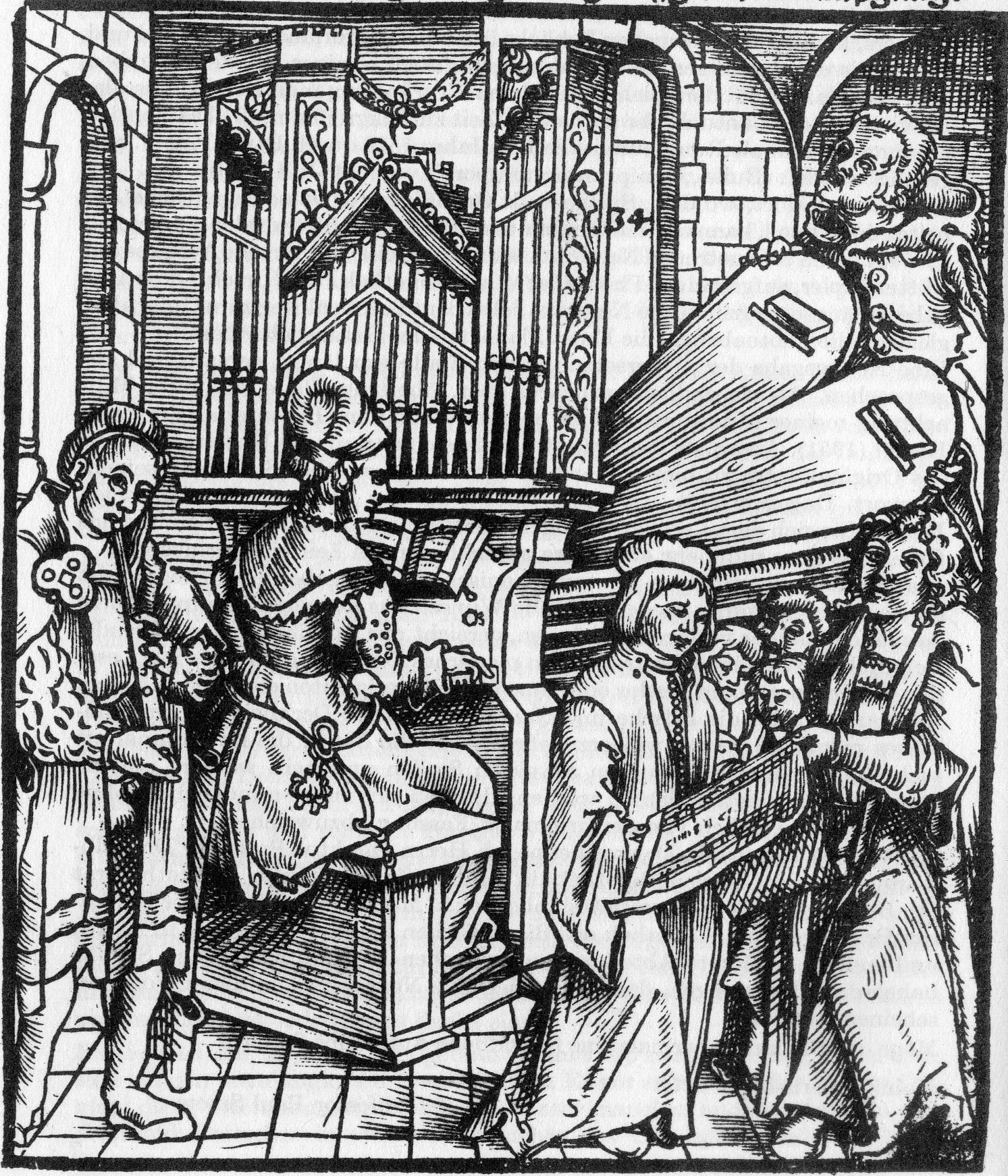
Titelbild des Spiegel der Orgelmacher und Organisten (1511)

Arnolt Schlick (* um 1460 wahrscheinlich in Heidelberg; † nach 1521 wahrscheinlich ebenda) war ein deutscher Komponist, Organist und Orgelsachverständiger der frühen Renaissance.

## Leben und Wirken
Aus den Abrechnungen über die Straßburger Orgelprobe im Jahr 1491 sowie aus dem Vorwort seines Sohnes Arnolt Schlick des Jüngeren zu der Schrift Tabulaturen etlicher Lobgesang (er habe „vil iar vor keyseren vnnd königen, churfürsten geistlichen vnd weltlichen, auch anderen herren“ gespielt, 1512) geht auch hervor, dass Arnolt Schlick von Jugend an blind gewesen ist. Über sein Elternhaus, seine frühe Zeit und seine Ausbildung sind keine Informationen überliefert. Er scheint zeitlebens in Heidelberg gelebt zu haben. Hier hat er auch, urkundlich belegt, wahrscheinlich im Jahr 1482 Barbara Strupplerin geheiratet, welche in den Diensten der Söhne des pfälzischen Kurfürsten, Pfalzgraf Philipp des Aufrichtigen gestanden hat. Schlick hatte von seinem Vater ein Haus am Heidelberger Burgweg geerbt; er besaß auch Hypotheken auf zwei weitere Häuser in dieser pfälzischen Residenzstadt. In Heidelberg bestand auch eine der ältesten deutschen Hofkapellen. Schlicks Eintritt in diese Hofkapelle war offenbar vor dem Jahr 1486, weil ein Diener des Frankfurter Stadtschreibers Schlicks Teilnahme an der Frankfurter Königswahl des späteren Kaisers Maximilian I. (ab 1508) aus persönlicher Anschauung folgendermaßen schilderte: „[Als der König auf den Altar gesetzt worden war,] huben die Pfaffen auf dem Lettner an zu singen […] und spielte auf der Orgel ein Blinder, war bei dem Pfalzgrafen zu Hofe, fast lieblich zu hören“.
Ein Jahr nach dem Tod von Pfalzgraf Philipp, 1509, wurde Arnolt Schlick in dem Heidelberger Hofstatus unter den Personen aufgeführt, die am pfälzischen Hof auf Lebenszeit angestellt waren. Er galt schon frühzeitig als prominenter Orgelsachverständiger und war in dieser Eigenschaft viel auf Reisen. Während in Heidelberg eine Pestepidemie herrschte, hielt er sich 1490/91 in den Niederlanden auf, anschließend, noch 1491, weilte er in Straßburg zur Abnahme der von Friedrich Krebs neu gebauten Orgel des dortigen Münsters. Es folgten in den nächsten Jahren weitere Orgelbegutachtungen in Hagenau (heute Haguenau im Elsass), und zwar die kleine Chororgel im Jahr 1503, nach deren Erweiterung nochmals 1510, erneut 1515 und zuletzt 1520/21, in der Kathedrale von Speyer die Orgel 1505–1507 und 1513, in Straßburg, wo er sich 1505/06 vertreten ließ, und 1512, außerdem 1516 in Neustadt an der Haardt (heute Neustadt an der Weinstraße). In Zusammenhang mit dieser gutachterlichen Tätigkeit erfolgte auch eine finanzielle Vergütung an Schlick seitens des Straßburger Bischofs Albrecht.
Schlick galt schon in jüngeren Jahren als führender Vertreter des Organistenstandes und hatte in dieser Funktion zusammen mit Sebastian Virdung im Jahr 1495 am Reichstag zu Worms teilgenommen. Virdung wirkte in der Heidelberger Hofkapelle als Altist und war in dem genannten Jahr zum Sängermeister der Hofkapelle aufgestiegen. Nach Schlicks eigenen Worten war Virdung auf dem „grossen reichstag […] behülfflich und fürtreglich gewessen“. Für die geplante Herausgabe seiner Schriften Spiegel der Orgelmacher und Organisten sowie Tabulaturen etlicher Lobgesang stellte er ein Gesuch an Kaiser Maximilian für das alleinige Herausgaberecht, welches ihn gegen unerlaubten Nachdruck schützen sollte; dieses wurde ihm vom Kaiser für zehn Jahre gewährt. Virdung machte jedoch Jahre später in seiner Schrift Musica getutscht (Basel 1511) ohne Namensnennung eine kritische Anspielung wegen der Begriffe musica ficta und genus chromaticum, die Schlick in seiner ebenfalls 1511 erschienenen Schrift Spiegel der Orgelmacher erläutert hatte. Hierüber geriet Schlick mit Virdung in einen heftigen Streit, fühlte sich „veracht“ und „schumpffirt“ und bezeichnete nun seinerseits Virdungs Schrift in seinen 1512 erschienenen Tabulaturen als „gefelt“, „onkünstlich“, „onartig“, „onmüglich“ und „corrupt“.
Ein Zusammentreffen Schlicks mit Paul Hofhaimer ist nur für das Jahr 1516 in Zusammenhang mit einer Reise an den kursächsischen Hof belegt, jedoch ist anzunehmen, dass sich die beiden führenden Organisten ihrer Zeit im Hinblick auf ihre höfischen Funktionen erheblich öfters begegnet sind. Als Kaiser Karl V. 1520 in Aachen gekrönt wurde, komponierte Schlick zu diesem Anlass einen Orgelcodex mit kontrapunktischen Werken und schickte diesen 1520 dem Fürstbischof und späteren Kardinal von Trient, Bernardo Clesio, mit dem Begleitschreiben eines „news lustigs Seltzsams Kunstreichs“ Geschenks, um darzulegen, dass „die Edl Music […] fur all ander frij kunsten den Rum und Gwalt“ habe, „allenn geschlechtern der mennschen […] freud, mutt, Erleuchtung Irer sorg und arbeith, Erquickung des geists und gemüts, zu geben vnd In zufürn“. Nach dem Jahr 1521 gibt es über Arnolt Schlick keine Informationen mehr.

## Bedeutung
Unter den Organisten des ausgehenden 15. und beginnenden 16. Jahrhunderts nimmt Arnolt Schlick eine herausgehobene Sonderstellung ein. Schon nach der Aussage seines Sohnes, er habe „vil iar vor keyseren vnd königen, churfürsten, fürsten, geistlichen vnd weltlichen, auch anderen herren“ gespielt, lässt deutlich werden, dass er einer der führenden Repräsentanten des Organistenstandes seiner Zeit gewesen ist. Deutlicher als bei Paul Hofhaimer wird bei ihm die moderne und avantgardistische Seite der deutschen Orgelmusik der Renaissance sichtbar. Von ihm stammt auch die erste deutsche im Druck erschienene Orgeltabulatur; sie ist in der modifizierten älteren deutschen Tabulatur geschrieben und stellt schon in dieser Notationsform den Anspruch auf eine Neuartigkeit dar. In seiner Schrift Spiegel der Orgelmacher und Organisten von 1511 vermittelt Schlick erstmals in zehn Kapiteln die fundamentalen Grundsätze des Orgelbaus, der Orgelrenovierung und des Orgelspiels, die er selbst „aus viel Erfahrung und auf Grund der fließenden Musik“ gewonnen habe. Er bündelt in diesem Werk alle wichtigen Gebiete des Orgelbaus, wie Pfeifen-Mensuren, Registern, Bau von Windladen, Gebläsen sowie Maßen und Umfang von Klaviaturen usw., behandelt auch Fragen zur Aufstellung von Orgeln, zur Disposition und zur Stimmung und geht schließlich noch auf aufführungspraktische und liturgische Aspekte ein. Die von Schlick vorgestellte ideale Orgel besitzt etwa 15 bis 20 Register aus Hauptwerk, Rückpositiv und Pedal; letzteres sollte wie das Hauptwerk auf der 8-Fuß-Basis stehen. Vom Orgelspieler verlangt er, entsprechend den in seiner Orgel enthaltenen Klangfarben, eine möglichst vielfarbige Kombination von Einzelregistern zu verwenden. Im achten Kapitel beschreibt er eine spezielle, sehr pragmatische Form der Temperierung, die etwa in der Mitte zwischen der pythagoreischen Reinen Stimmung und der Mitteltönigen Stimmung liegt, und zwar eine Temperierung der Quinte nach Maßgabe des Gehörs. Diese Temperierung mit ungleichschwebender Stimmung, die große Ähnlichkeit mit den 170 Jahre später vorgeschlagenen Stimmungen Andreas Werckmeisters hat, wurde bei der Stimmung von Orgeln von Schlicks fachlichen Zeitgenossen jedoch kaum wahrgenommen. Ein Exemplar des lange verschollenen Spiegel der Orgelmacher und Organisten wurde erst um 1860 wieder aufgefunden, ein zweites Exemplar im Jahr 1952.

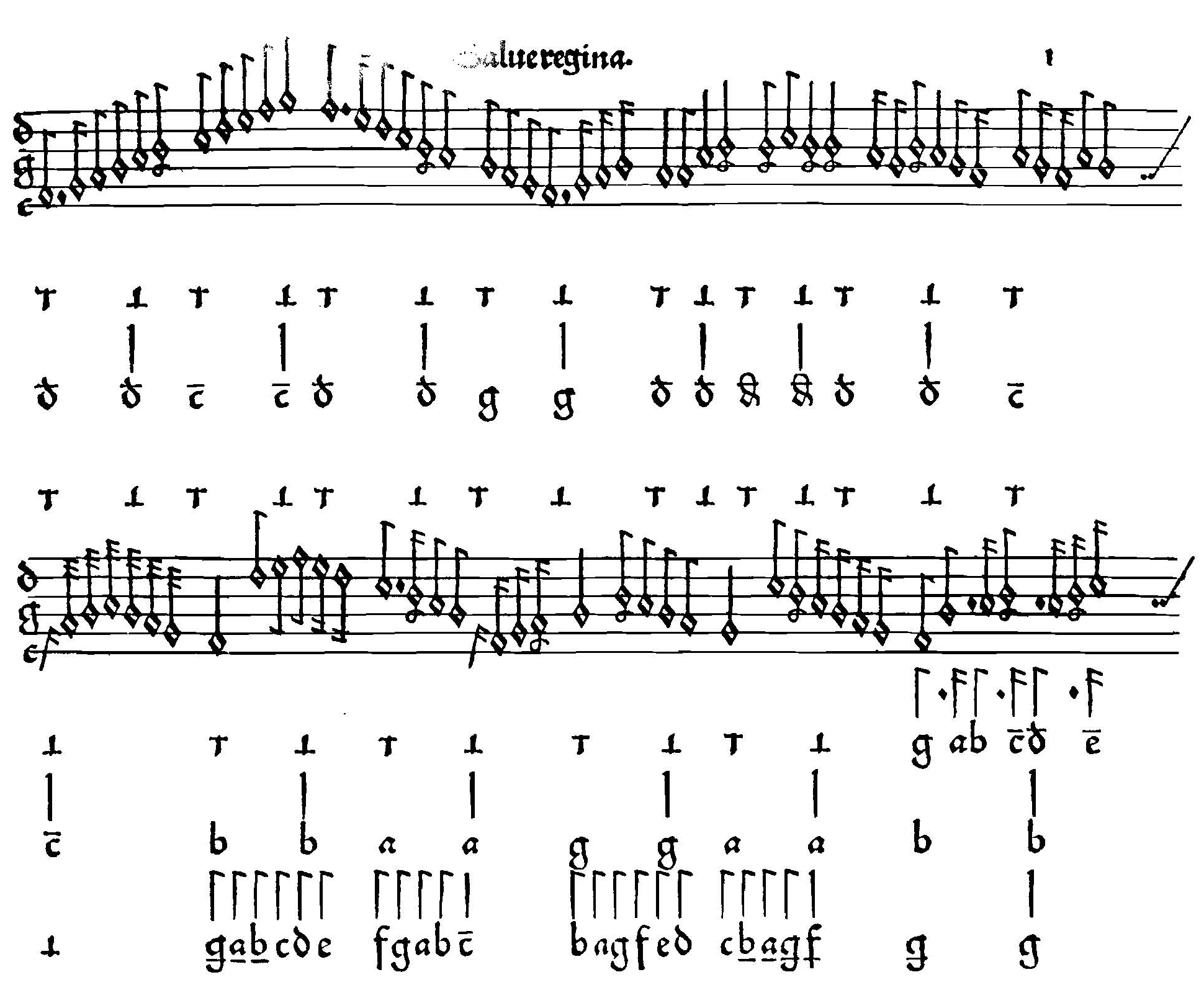
Faksimile der Salve-Regina-Notation

In seiner Orgeltabulatur von 1512 Tabulaturen etlicher Lobgesang zeigt Schlick anhand einer Anzahl eigener Kompositionen eine praktische Ergänzung zu seinem Spiegel der Orgelmacher. In der Einleitung zur Tabulatur beschreibt er die Bedeutung der Notation und teilt die Werke in Kategorien ein. Seine durchaus eigenständigen Orgelwerke verzichten fast ganz auf die bei Hofhaimer und dessen Schülern anzutreffende üppige Ornamentik. Stattdessen verarbeiten sie jeweils den Cantus firmus in langen Notenwerten, wie sie in der Generation von Johannes Ockeghem und Jacob Obrecht üblich war; hier ist Schlicks gründliche Kenntnis des franko-flämischen Kontrapunkts erkennbar. In der Tabulatur sind neun Werke für Orgel enthalten, davon drei fünfstimmige, und zwölf Lautenstücke, „zwo stimmen zu zwicken und ein zu singen“. Von besonderer Bedeutung ist hier das fünfstimmige Salve Regina für Orgel, in welchem er eine Imitationstechnik benutzt, die später erst wieder in der norddeutschen Schule, wie bei Sweelinck, zu finden ist. Schlicks geschickte kontrapunktische Schreibweise ist auch klar in seiner Hymnus-Bearbeitung Maria zart erkennbar. Fast jede melodische Phrase der in 13 Abschnitte unterteilten Melodie wird kontrapunktisch bearbeitet, oft in Form eines freien Kanons, auch mit gleichzeitig einsetzenden kontrapunktierenden Stimmen. Seine Bearbeitung von Ascendo ad Patrem meum (eine Benedictus-Antiphon zu Christi Himmelfahrt) ist zehnstimmig geschrieben, davon allein vier Stimmen für das Pedal; dieses Stück bringt einen Kontrast zwischen delikater Zweistimmigkeit und einem klanglich opulenten zehnstimmigen Satz, der damit ein Unikum in der gesamten Orgelliteratur darstellt. Auf zielstrebige Weise suchte der Komponist die Extreme des technisch Machbaren auf und eröffnete damit für seine Zeitgenossen eine weite Perspektive für die Zukunft der Orgelmusik.
Im Gegensatz zu Hofhaimer begründete Schlick keine Schule, auch blieb die Wahrnehmung seines Wirkens unter seinen Zeitgenossen begrenzt. Immerhin hat der humanistische Musiktheoretiker Andreas Ornitoparchus noch zu Schlicks Lebzeiten ihm seine Verehrung durch seine Widmung des vierten Buches seines Musice active micrologus (Leipzig 1517) bezeugt. So beruht Schlicks historische Bedeutung nicht nur auf seinen Errungenschaften als Theoretiker und seinem überregionalen Ansehen als Orgelfachmann und Organist, sondern auch auf seinem Wirken als progressiver Komponist, das wohl eher im Hintergrund blieb, aber zu dem herausragenden Bild eines Musikers gehört, der einen besonderen Beitrag zur Orgelmusik des 16. Jahrhunderts beigetragen hat. Seine Bedeutung wurde erst wieder im 19. Jahrhundert durch den Musikhistoriker Robert Eitner erkannt.

## Werke
- Kompositionen
  - Tabulaturen etlicher lobgesang vnd lidlein vff die orgeln und lauten, bei Peter Schöffer, Mainz 1512, darin neun Werke zu drei bis fünf Stimmen für Orgel, zwölf Werke zu 3 Stimmen für Laute und Gesang und drei Werke zu drei Stimmen für Laute allein
  - Zwei Liedsätze zu je vier Stimmen, in: Liederbuch, bei Erhard Öglin, Augsburg 1512
  - »Gaude Dei Genitrix«, acht Bearbeitungen zu drei bis acht Stimmen, und »Ascendo ad Patrem«, zwei Bearbeitungen zu zwei Stimmen bzw. zehn Stimmen, im Orgelcodex, 1520
  - Tenorstimme »Mimi« (Teil einer Messkomposition)
- Schrift
  - Spiegel der Orgelmacher und Organisten, Speyer 1511.

## Ausgaben
- Kompositionen
  - Tabulaturen etlicher Lobgesang, hrsg. von G. Harms, eine Quarte tiefer transponiert, Ugrino, Hamburg 1924, zweite Auflage 1957
  - »Gaude Dei genitrix« und »Ascendo ad Patrem«, in: M. S. Kastner / M. Querol Gavaldá (Hrsg.), Hommage à l’empereur Charles-Quint, dix versets pour orgue, Barcelona 1954
  - Orgelkompositionen, hrsg. von Rudolf Walter, Mainz, B. Schott’s Söhne 1970 (ED 5759)
- Schriften
  - Spiegel der Orgelmacher und Organisten, 1) hrsg. von Robert Eitner, in: Monatshefte für Musikgeschichte Nr. 1, 1869, S. 77–114; 2) deutsche Übertragung, hrsg. von E. Flade, Mainz 1931, 2. Auflage Kassel 1951; 3) Faksimile und Übertragung, hrsg. von Paul Smets, Mainz 1959; 4) Faksimile, Übertragung und englische Übersetzung, hrsg. von E. B. Barber, Buren 1980; 5) italienische Übersetzung von G. Prina, in: Informatione organistica. Rivista della Fondazione Accademia di musica italiana per organo 15, Nr. 1:4, April 2003, S. 56–82; 15, Nr. 2:5, August 2003, S. 151–172
  - Tabulaturen etlicher Lobgesang, Vorrede, hrsg. von Robert Eitner, in: Monatsheft für Musikgeschichte Nr. 1, 1869, S. 115–125.